# Dixon (Missouri)
Dixon és una població dels Estats Units a l'estat de Missouri. Segons el cens del 2000 tenia 1.570 habitants.

## Demografia
Segons el cens del 2000, Dixon tenia 1.570 habitants, 667 habitatges, i 414 famílies. La densitat de població era de 594,3 habitants per km².
Dels 667 habitatges en un 32,2% hi vivien nens de menys de 18 anys, en un 44,5% hi vivien parelles casades, en un 14,1% dones solteres, i en un 37,8% no eren unitats familiars. En el 33,6% dels habitatges hi vivien persones soles el 18,6% de les quals corresponia a persones de 65 anys o més que vivien soles. El nombre mitjà de persones vivint en cada habitatge era de 2,28 i el nombre mitjà de persones que vivien en cada família era de 2,91.
Per edats la població es repartia de la següent manera: un 25,4% tenia menys de 18 anys, un 8,5% entre 18 i 24, un 25,5% entre 25 i 44, un 18,5% de 45 a 60 i un 22,2% 65 anys o més.
L'edat mediana era de 38 anys. Per cada 100 dones de 18 o més anys hi havia 75,6 homes.
La renda mediana per habitatge era de 21.821 $ i la renda mediana per família de 28.693 $. Els homes tenien una renda mediana de 21.667 $ mentre que les dones 17.115 $. La renda per capita de la població era de 12.405 $. Entorn del 21,3% de les famílies i el 23,5% de la població estaven per davall del llindar de pobresa.

## Poblacions més properes
El següent diagrama mostra les poblacions més properes.